# Churchillplein (Rotterdam)

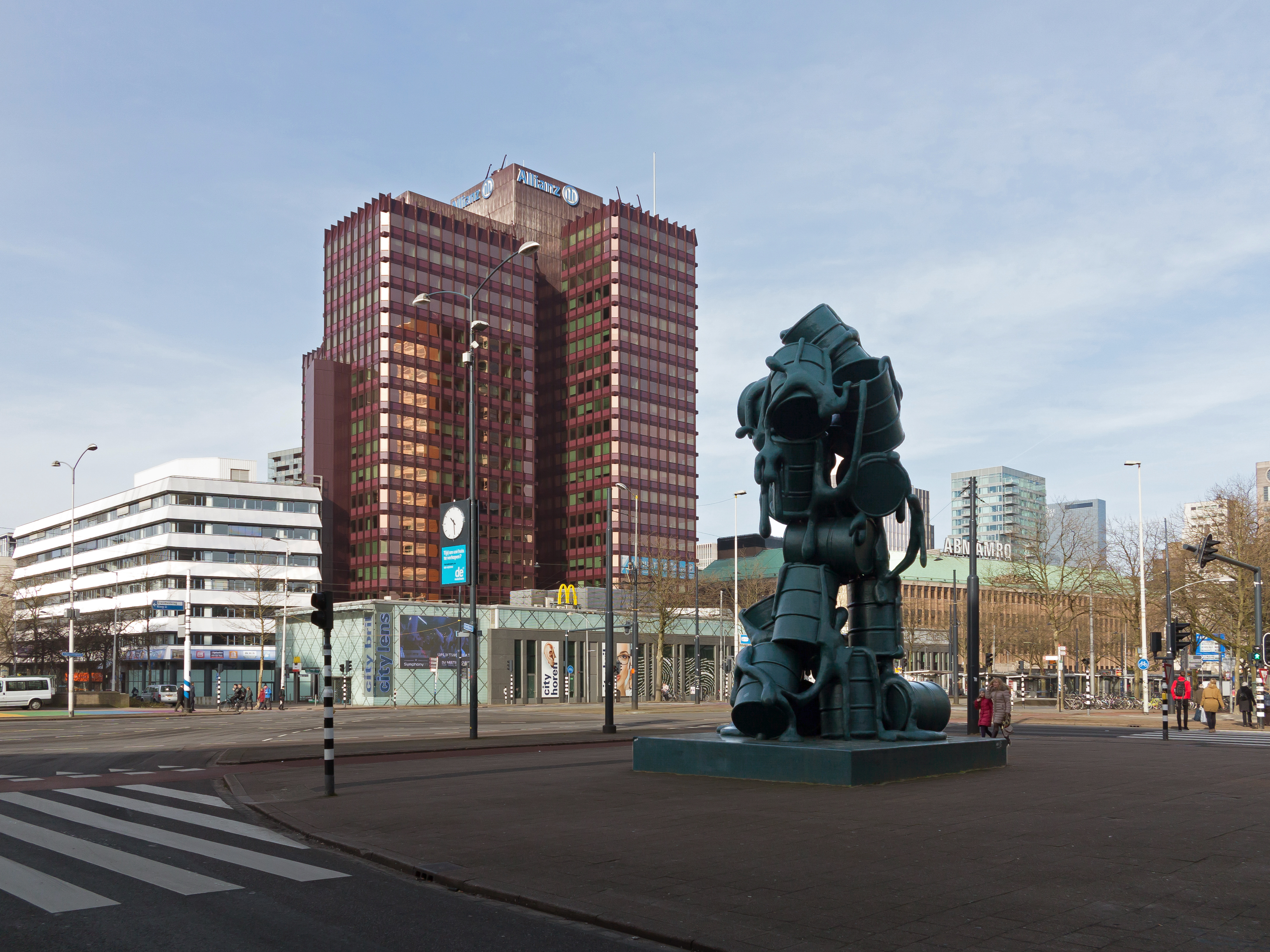
Sculptuur de Cascade op het Churchillplein

Het Churchillplein is een plein in Rotterdam. Het Churchillplein ligt aan het zuidelijke uiteinde van de Coolsingel. Op het Churchillplein komen de Coolsingel, de Blaak, de Westblaak en de Schiedamsedijk samen. Onder het Churchillplein kruisen de tunnels van de noord-zuidlijn (de lijnen D en E) en van de oost-westlijn (de lijnen A, B en C) van de Rotterdamse metro. Tevens is er een autotunnel die de Blaak en de Westblaak met elkaar verbindt.

## Geschiedenis
De plannen voor het stadhuis van Rotterdam uit 1913 maakten deel uit van een groter stedenbouwkundig plan. Hierbij was het Van Hogendorpsplein (de iets noordelijker gelegen vooroorlogse tegenhanger van het Churchillplein) gedacht als tegenhanger van het Hofplein, dat aan de noordzijde van de Coolsingel ligt. In de dertiger jaren verschenen aan het Van Hogendorpsplein de Bijenkorf en het Erasmushuis, beide van Dudok.
Na de Tweede Wereldoorlog werd het Van Hogendorpsplein vervangen door het iets zuidelijker gelegen Churchillplein, op de plek van de oude Bijenkorf van Dudok en van de vooroorlogse Gedempte Vest. Er werd zo een 'venster op de rivier' gecreëerd vanaf de Coolsingel. In 1982 werd het metrostation Churchillplein aan de Oost-westlijn geopend. Sinds eind jaren negentig is de naam van het metrostation gewijzigd in Beurs. Het venster op de rivier is in 1986 weer gesloten door de bouw van het Maritiem Museum Rotterdam.

## Vernoemingen
- Het Van Hogendorpsplein was vernoemd naar Gijsbert Karel van Hogendorp (1762-1834), Nederlands staatsman en auteur.
- Het Churchillplein is vernoemd naar Winston Churchill (1874-1965), Brits staatsman en schrijver, winnaar van de Nobelprijs voor de Literatuur in 1953.

## Varia
In september 2015 werd ter gelegenheid van de Rotterdam Pride een regenboogzebrapad op het Churchillplein aangelegd. Wegens de herinrichting van het Churchillplein werd dat pad in het najaar van 2018 vervangen door twee nieuwe regenboogpaden op de middenberm van de Westblaak.
Admiraal de Ruyterweg ·
Admiraliteitskade ·
Aert van Nesstraat ·
Baan ·
Batavierenstraat ·
Beukelsdijk ·
Beursplein ·
Beurstraverse ·
Binnenweg ·
Binnenwegplein ·
Binnenrotte ·
Blaak ·
Boezemweg ·
Boompjes ·
Bosland ·
Botersloot ·
Burgemeester van Walsumweg ·
Churchillplein ·
Coolsingel ·
Coolvest ·
Eendrachtsplein ·
Eendrachtsweg ·
Geldersekade ·
Goudsesingel ·
's-Gravendijkwal ·
Haagseveer ·
Henegouwerlaan ·
Hofdijk ·
Hofplein ·
Hoogstraat ·
Jonker Fransstraat ·
Karel Doormanstraat ·
Kipstraat ·
Kolk ·
Koningin Emmaplein ·
Korte Hoogstraat ·
Kruiskade ·
Kruisplein ·
Leuvehoofd ·
Lijnbaan ·
Lombardkade ·
Maasboulevard ·
Mariniersweg ·
Mathenesserlaan ·
Mauritsweg ·
Meent ·
Museumpark ·
Oostmolenwerf ·
Oostplein ·
Oude Binnenweg ·
Parkkade ·
Parklaan ·
Pim Fortuynplaats ·
Plein 1940 ·
Pompenburg ·
Rochussenstraat ·
Saftlevenstraat ·
Schiedamsedijk ·
Schiedamse Vest ·
Schouwburgplein ·
Spaansekade ·
Stadhuisplein ·
Stationsplein ·
Stroveer ·
Van Oldenbarneveltstraat ·
Vasteland ·
Veerkade ·
Weena ·
Westblaak ·
Westerkade ·
West-Kruiskade ·
Westersingel ·
Westplein ·
Willemskade ·
Willemsplein ·
Witte de Withstraat